# Bd baumaschinendienst
Der bd baumaschinendienst ist ein Technikmagazin für die Bauwirtschaft und erscheint monatlich bei der Krafthand Medien GmbH, Bad Wörishofen.
Redaktionelle Schwerpunkte sind Baumaschinentechnik, Baumaschinenpraxis, Maschinen und Geräte, Baustellenausrüstung, Schalungen und Gerüste, Bauverfahren und Nutzfahrzeuge. 
Der bd baumaschinendienst wird hauptsächlich in Deutschland und dem deutschsprachigen Ausland verbreitet.
Das Fachmagazin richtet sich an Bauunternehmen im Hoch-, Tief- und Straßenbau; Garten- und Landschaftsbau; Abbruch und Recycling sowie Baumaschinenhandel und -vermietung. 
Der bd baumaschinendienst wird zudem durch einen Online-Auftritt ergänzt.